# Peperino

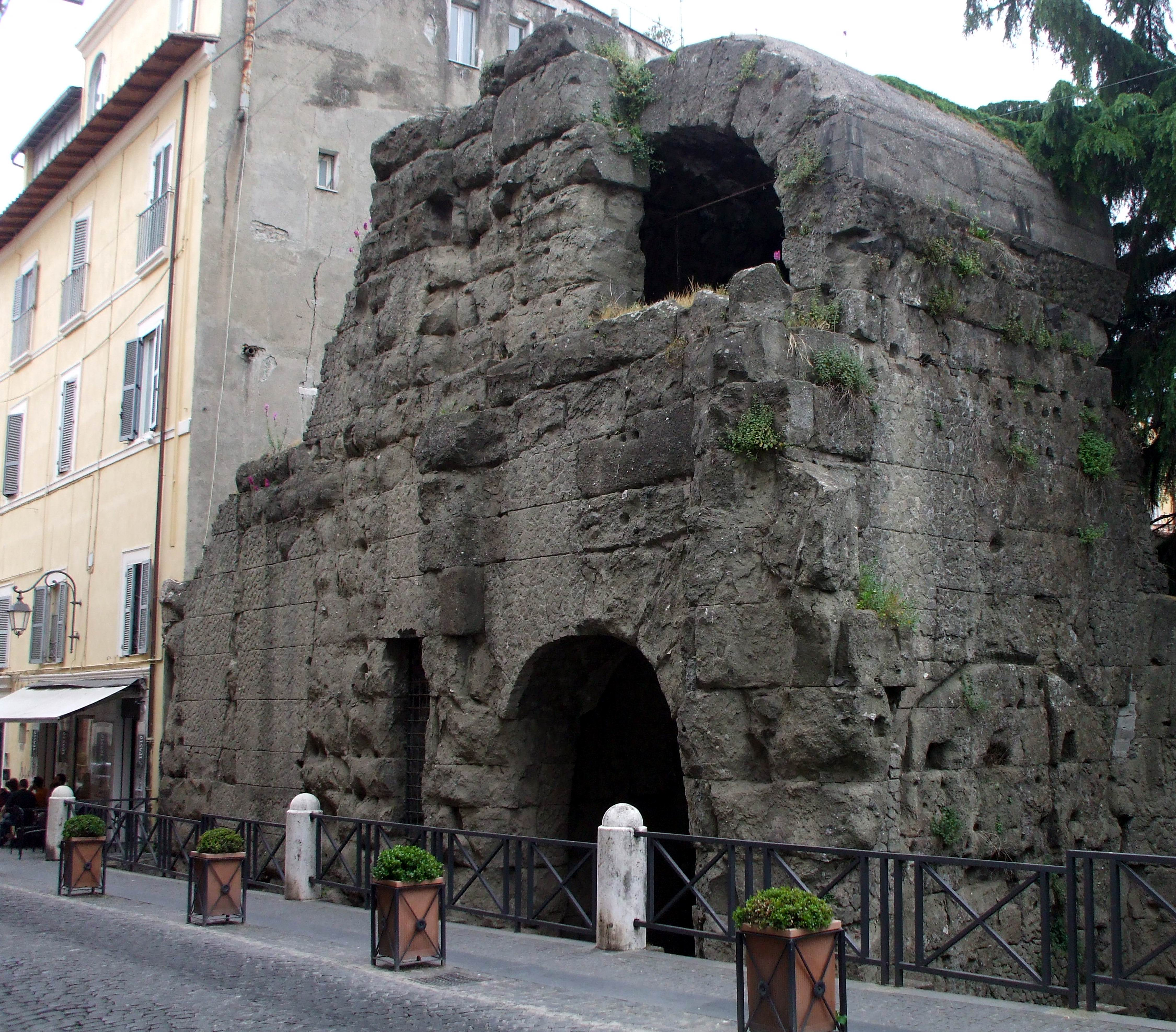
La Puerta Pretoria de Albano Laziale (Italia), un claro ejemplo de la gran duración y la superficie gris del peperino

El peperino (nombre italiano, derivado del latín tardío lapis peperinus, 'piedra de pimienta') es una toba volcánica de color marrón o gris que contiene fragmentos de basalto y piedra calcárea, con cristales diseminados de augita, mica, magnetita, leucita y otros minerales similares.
El peperino propiamente dicho se encuentra en los montes Albanos y en Soriano nel Cimino, en el Lacio, y se utilizó en la antigua Roma –con el nombre de lapis albanus– como material de construcción: con peperino se edificaron la cárcel Mamertina, la Cloaca Maxima y una parte considerable de las construcciones conmemorativas del Capitolio. Ya en época romana con este material se construyeron el acueducto Claudio y la estructura de la base del Castillo Sant'Angelo de Roma, entre otros, o el emisario del lago Albano y las murallas de las Castra Albana de Albano Laziale; la mitra de Marino se excavó en esta misma roca. En esta última ciudad se construyeron muchos edificios monumentales durante la Edad Media, como por ejemplo palacios y fuentes, y su uso ha continuado hasta la Edad Moderna y Contemporánea.
Hay también otro tipo de rocas volcánicas y conglomerados de la región de Auvernia y de todo el mundo denominadas peperitas. Originariamente, el nombre tanto de una como de la otra roca hacen referencia a sus manchas de color oscuro, provenientes de fragmentos minerales –biotita en el caso del peperino–, que recordaban a granos de pimienta.